# Bahawalpur (furstendöme)

Furstendömets flagga.

Bahawalpur var ett furstendöme i Indien, och senare i Pakistan. Staten grundlades 1701 och stod under ledning av en nawab amir fram till 1739, därefter en emir. Staten allierade sig med britterna 1833, och anslöt sig under sin muslimske emir till Pakistan 1947, samt inkorporerades i provinsen Sindh 1955. Yta 42 564 km². Många av emiratets hinduiska invånare flydde till Patiala i Punjab efter indiska självständigheten 1947.